# Greeley (Colorado)
Greeley település az Amerikai Egyesült Államok Colorado államában, Weld megyében, melynek megyeszékhelye is. Lakosainak száma 108 795 fő (2020. április 1.).

## Népesség
A település népességének változása:

| 2010 | 92 889  |
| 2020 | 108 795 |